# Jean Hengen
Jean Hengen (ur. 23 listopada 1912 w Dudelange, zm. 29 stycznia 2005 w Luksemburgu) – luksemburski biskup rzymskokatolicki, biskup ordynariusz luksemburski w latach 1971–1988, a po podniesieniu tejże diecezji do rangi archidiecezji arcybiskup luksemburski w latach 1988–1990.

## Życiorys

### Młodość i wykształcenie
Jean Hengen urodził się 23 listopada 1912 w luksemburskim miasteczku Dudelange jako siódme z ośmiorga dzieci Michela Hengen i Anny Gindt. Po ukończeniu szkoły ponadpodstawowej w Athénée de Luxembourg, rozpoczął studia filozoficzno-teologiczne na Papieskim Uniwersytecie Gregoriańskim w Rzymie. Później studiował także prawo kanoniczne.

### Prezbiter
Święcenia kapłańskie otrzymał 27 października 1940 roku w rzymskim kościele Najświętszego Imienia Jezus. Mszę świętą prymicyjną w rodzinnej diecezji odprawił w kościele ojców franciszkanów w Luksemburgu. Z powodu trwającej II wojny światowej mszę prymicyjną w swojej rodzinnej parafii w Dudelange odprawił dopiero w 1945 roku.
Po ukończeniu studiów doktoranckich z teologii, 20 sierpnia 1945 roku został mianowany przez biskupa Josepha Laurenta Philippe'a kanonikiem katedralnym katedry Notre Dame w Luksemburgu. 1 sierpnia 1949 roku został kanclerzem diecezji, a 6 czerwca 1955 otrzymał nominację na wikariusza generalnego diecezji luksemburskiej. W latach 1955−1971 pełnił także funkcję prezesa zarządu drukarni Imprimerie Saint Paul.

### Biskup
W dniu 8 kwietnia 1967 papież Paweł VI mianował go biskupem-koadiutorem diecezji luksemburskiej. Sakrę biskupią przyjął w katedrze luksemburskiej z rąk biskupa Léona Lommela w dniu 4 czerwca 1967. W dniu 12 lutego 1971 roku, po przejściu bpa Léona Lommela na emeryturę, objął kanonicznie urząd biskupa Luksemburga stając się tym samym szóstym biskupej tejże diecezji. Jako dewizę biskupią przyjął słowa "Tibi servire" (Służyć Tobie).
W dniu 13 maja 1972 roku zwołał 4. luksemburski synod diecezjalny, który miał określić jako synod odnowy.
W Wielki Piątek, 5 kwietnia 1985 roku stara dzwonnica katedry Notre Dame stanęła w płomieniach. Bp Jean Hengen sądząc, że figura Matki Boskiej, Pocieszycielki strapionych (łac. Consolatrix afflictorum) – ważnego symbolu dla mieszkańców Luksemburga może być zagrożona, osobiście wyniósł  ją z katedry. Później zajął się planowaniem odbudowy zniszczeń spowodowanych pożarem. 
W tym samym roku, 16 maja, podczas 26. podróży apostolskiej papież Jan Paweł II osobiście mianował go arcybiskupem ad personam. 23 kwietnia 1988 roku diecezja Luksemburga została podniesiona do rangi archidiecezji.
21 grudnia 1990 w związku z osiągnięciem wieku kanonicznego złożył rezygnację z pełnienia funkcji ordynariusza archidiecezji luksemburskiej. Jego następcą został Fernand Franck, którego abp Hengen konsekrował.